# Почетак буне против дахија
Почетак буне против дахија је српска епска народна песма о борби за ослобођење Србије.

## Настанак песме
Вук ју је записао од слепог гуслара Филипа Вишњића 1815. године боравећи у манастиру Шишатовцу. Не зна се сасвим тачно када је Вишњић испевао ову песму: 1809. године док је још боравио у Босни или, вероватније, 1813. након што је прешао у Срем.